# لشكر عمر
لشكر عمر (أو جيش عمر)  هي منظمة إسلامية مسلحة تشكلت في يناير 2002 نتيجة انتماج عناصر من ثلاث مجموعات أخرى هي: حركة الجهاد الإسلامي، ولشكر جهنكوي، وجيش محمد، وتشمل أيضًا أعضاء من طالبان والقاعدة. مهمتها هي مهاجمة الأميركان في باكستان. القائد الحالي هو قاري عبد الحي، المعروف أيضًا باسم قاري أسد الله أو طلحة.
تم ربط العديد من الهجمات بالمنظمة، مثل الهجوم بقنبلة يدوية على كنيسة في إسلام أباد في 17 مارس 2002 والذي أسفر عن مقتل خمسة أشخاص وإصابة 41 آخرين. وبعد ذلك بشهرين في 8 مايو فجر مهاجم نفسه خارج فندق شيراتون في كراتشي، وقُتِلَ 10 أشخاص في هجوم القنصلية الأمريكية في كراتشي في 14 يونيو 2002. وأخيرًا في 28 أكتوبر 2002 تعرضت كنيسة في باهاوالبور في البنجاب لهجوم من قبل ستة مسلحين، مما أدى إلى مقتل 17 مسيحيًا وضابط شرطة. كما تزعم وسائل إعلامية أن بعض أعضائها على صلة بقتل الصحفي الأمريكي دانييل بيرل.